# Gustav Müller (Zwitsers politicus)
Gustav A. A. Müller (Biel/Bienne, 14 april 1860 - Bern, 24 mei 1921) was een Zwitsers notaris, ambtenaar en politicus voor de Sociaaldemocratische Partij van Zwitserland (SP/PS) uit het kanton Bern.

## Biografie

### Vroege carrière
Gustav Müller voltooide zijn schooltijd in Bern en ging vervolgens van 1879 tot 1884 studeren aan de Universiteit van Bern en behaalde in 1884 het brevet van notaris. Na zijn studies in de rechten ging hij dan ook aan de slag als notaris verbonden aan de Zwitserse Volksbank, wat hij bleef tot 1891. In dat jaar werd hij immers secretaris bij het Departement van Industrie en Landbouw. Deze functie oefende hij uit tot 1895.

### Politicus
Hoewel Müller aanvankelijk secretaris was van de kantonnale radicale partij in het kanton Bern, stapte hij in 1890 over naar de socialisten. In 1895 maakte Müller voltijds de overstap naar de politiek. Hij werd immers lid van de gemeenteraad (uitvoerende macht) van de stad Bern. Tussen 1895 en 1920 was hij opeenvolgend bevoegd voor Financiën en Openbare Werken. Op het einde van dit mandaat, van 1918 tot 1920, was hij burgemeester van Bern. Hij was de eerste socialist in die functie. Van 1898 tot zijn overlijden in 1921 was hij eveneens lid van de Grote Raad van Bern, het kantonnaal parlement.
Bij de Zwitserse federale parlementsverkiezingen van 1911 werd Müller voor het eerst verkozen in de Nationale Raad. Hij zetelde er van 4 december 1911 tot zijn overlijden op 24 mei 1921 en was van 1920 tot zijn overlijden in 1921 ondervoorzitter van deze parlementaire vergadering. In de Nationale Raad toonde hij zich als een tegenstander van de toetreding van Zwitserland tot de Volkenbond.
Tussen 1910 en 1919 was hij bovendien vicevoorzitter van de kantonnale socialistische partij. In 1919 werd hij vervolgens voor enkele maanden nationaal voorzitter van de Sociaaldemocratische Partij van Zwitserland (SP/PS).
Hij overleed in Bern in 1921 op 61-jarige leeftijd.

## Trivia
- Müller huwde met Therese Schwarzenbach, een dochter van Valentin Schwarzenbach, die professor was in de chemie en de farmacie aan de Universiteit van Bern.
- Hij was een tijdlang bestuurder bij de Bern-Neuenburg-Bahn en de Bern-Muri-Worb-Bahn.
- In het Zwitserse leger had hij de graad van luitenant-kolonel bij de artillerie.